# Bistum Getafe
Das Bistum Getafe (lateinisch Dioecesis Xetafensis, spanisch Diócesis de Getafe) ist eine in Spanien gelegene römisch-katholische Diözese mit Sitz in Getafe.

## Geschichte

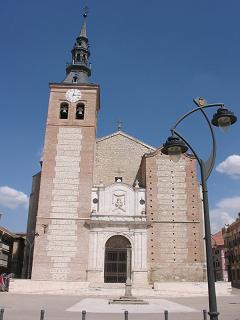
Kathedrale Santa María Magdalena in Getafe

Das Bistum Getafe wurde am 23. Juli 1991 durch Papst Johannes Paul II. mit der Apostolischen Konstitution Matritensem praeclaram aus Gebietsabtretungen des Erzbistums Madrid errichtet und diesem als Suffraganbistum unterstellt.

## Bischöfe von Getafe
- Francisco José Pérez y Fernández-Golfín, 1991–2004
- Joaquín María López de Andújar y Cánovas del Castillo, 2004–2018
- Ginés Ramón García Beltrán, seit 2018